# Colin M. Kraay
Colin Mackennal Kraay (23 mars 1918 - 27 janvier 1982) est un numismate britannique. Il est conservateur de la salle des pièces de monnaie Heberden au musée Ashmolean de 1975 à sa mort en 1982.

## Carrière
Kraay est né le 23 mars 1918, fils de Caspar Alexander Kraay, marchand de caoutchouc d'origine néerlandaise, et d'Henrietta Agnes, fille du sculpteur Bertram Mackennal (en) qui s'intéresse profondément à l'art classique et qui conçoit l'effigie de George V qui figurent sur les pièces de monnaie britanniques. Kraay fait ses études au Lancing College (où il manifeste un intérêt précoce pour l'archéologie) avant de monter au Magdalen College d'Oxford, pour étudier les classiques. En 1939, il assiste aux fouilles de Mycènes. Le service militaire de 1940 à 1945 interrompt ses études. En 1946, il retourne à Oxford et l'année suivante obtient un BA. Il a à cette époque nourri un intérêt croissant pour la monnaie de la Rome antique et en 1948, il remporte le prix Barclay Head pour la numismatique ancienne et en 1951 le prix Conington tout en obtenant un doctorat en 1953.
Kraay est conservateur adjoint à temps partiel au musée Ashmolean à partir de 1948 et maître de conférences en histoire ancienne au Wadham College d'Oxford et au Keble College d'Oxford. En 1952, il est nommé conservateur adjoint à part entière à l'Ashmolean, travaillant dans sa Heberden Coin Room. Il est également nommé maître de conférences universitaire en numismatique grecque en 1959. Il est conservateur principal adjoint du musée en 1962 et en 1975, il est promu au poste de conservateur de la salle des pièces. Il est également élu membre du Wolfson College d'Oxford en 1965. Kraay collabore à l' inventaire des trésors de pièces de monnaie grecques (1973), écrit des pièces de monnaie grecques archaïques et classiques (1976) et contribue au Sylloge Nummorum Graecorum. Il est président de la Royal Numismatic Society de 1970 à 1974 et du Centre Internazionale di Studi Numismatici de 1974 à 1979. En 1978, il est élu membre de la British Academy.
Kraay est décédé le 27 janvier 1982, alors qu'il occupe encore son poste à l'Ashmolean et au Wolfson College.